# Alexandra Theodora Apostu
Alexandra Theodora Apostu (n. 5 iunie 1989, Bacău, România) este un arbitru de fotbal din România, care activează în Liga I. În 2015 a devenit arbitru FIFA, arbitrând până în prezent peste 45 de meciuri internaționale, printre care cele mai importante competiții fiind UEFA Women's Champions League, UEFA Women's Under-17, UEFA Women's Under-19, UEFA Women's EURO Qualifying.

## Biografie
A absolvit facultatea de Științe ale Mișcării, Sportului și Sănătății la Universitatea „Vasile Alecsandri” din Bacău. A urmat și programul de masterat tot în cadrul aceleiași universități, activând în prezent ca profesor de Educație Fizică.